# Franky Van der Elst
Franky Van Der Elst (ur. 30 kwietnia 1961 w Opwijk) – belgijski piłkarz występujący na pozycji pomocnika, później trener. Jest uważany za jednego z najwybitniejszych belgijskich zawodników oraz jedną z największych legend klubu Club Brugge. W 2004 roku Brazylijczyk Pelé umieścił go na liście stu najlepszych piłkarzy świata.

## Kariera klubowa
Franky Van Der Elst zawodową karierę rozpoczynał w 1978 roku w RWD Molenbeek. Przez pierwsze trzy lata gry w tym zespole pełnił rolę rezerwowego i na boisku pojawił się tylko siedem razy. Regularnie zaczął grywać w sezonie 1981/1982, kiedy to wystąpił w 33 ligowych pojedynkach. Od tego momentu belgijski pomocnik nie oddał miejsca w podstawowej jedenastce i rozegrał łącznie 104 spotkania. Latem 1984 roku Van Der Elst trafił do jednego z najbardziej utytułowanych klubów w kraju – Club Brugge, gdzie od razu przebił się do pierwszego składu. Na Stadionie Jana Breydela spędził piętnaście lat, w czasie których odnosił wielkie krajowe sukcesy. Pięć razy zdobył mistrzostwo, cztery razy puchar oraz osiem razy superpuchar Belgii. W 1990 i 1996 roku został wybierany najlepszym zawodnikiem na krajowych boiskach. Łącznie dla ekipy "Blauw en Zwart" Franky rozegrał aż 465 meczów ligowych.

## Kariera reprezentacyjna
Van Der Elst w reprezentacji Belgii zadebiutował w 1982 roku. W 1986 roku został powołany na mistrzostwa świata. Na meksykańskich boiskach wystąpił w trzech pierwszych spotkaniach, a "Czerwone Diabły" na mundialu tym zajęły czwarte miejsce. W 1990 roku Franky także otrzymał powołanie na mistrzostwa świata. Zagrał w każdym z pojedynków w pełnym wymiarze czasowym, a Belgowie zostali wyeliminowali w 1/8 finału przez Anglików. W 1994 roku Van Der Elst po raz trzeci w karierze pojechał na mundial. Podobnie jak na poprzednich mistrzostwach wychowanek Molenbeek był podstawowym zawodnikiem swojej drużyny. Belgowie także dotarli do 1/8 finału, gdzie tym razem lepsi od nich okazali się Niemcy. Ostatnią wielką imprezą w karierze Van Der Elsta były mistrzostwa świata w 1998 roku. Na nich Belg pojawił się na boisku we wszystkich trzech pojedynkach ekipy Georges'a Leekensa, jednak tylko w spotkaniu przeciwko Holandii rozegrał pełne 90 minut. Łącznie dla drużyny narodowej Van Der Elst wystąpił w 86 meczach.

## Kariera trenerska
W 1999 roku Van Der Elst został trenerem zespołu Germinal Beerschot Antwerpia. Pracował w nim przez trzy sezony, jednak nie odniósł żadnych sukcesów. Następnie przyjął ofertę z KSC Lokeren, lecz w drużynie tej spędził tylko jeden sezon. W 2008 roku Franky był szkoleniowcem FC Brussels.